# ميانيانغ
ميانيانغ (بالصينية: 绵阳市 )‏ هي مدينة على مستوى محافظة، في جمهورية الصين الشعبية، تتبع سيتشوان، تبلغ مساحتها 20,249 كيلومتر مربع، رمزها البريدي هو 621000.

## مدن توأم
المدن التوأم:
- يوكنعام.

## التقسيمات الإدارية
- Fucheng, Mianyang [الإنجليزية]‏
- Youxian, Mianyang [الإنجليزية]‏
- Santai County [الإنجليزية]‏
- Yanting County [الإنجليزية]‏
- Anzhou, Mianyang [الإنجليزية]‏
- Zitong County [الإنجليزية]‏
- Beichuan Qiang Autonomous County [الإنجليزية]‏
- Pingwu County [الإنجليزية]‏
- جيانغيو.

## أعلام
- لي زيقي
- يانغ نا